# Корнешти (Горж)
Корнешти (рум. Cornești) насеље је у Румунији у округу Горж у општини Балешти. Oпштина се налази на надморској висини од 176 m.

## Становништво
Према подацима из 2002. године у насељу је живело 631 становника, од којих су сви румунске националности.